# Peltigera cichoracea
Peltigera cichoracea är en lavart som beskrevs av Jatta. Peltigera cichoracea ingår i släktet Peltigera och familjen Peltigeraceae.   Inga underarter finns listade i Catalogue of Life.